# Mišo Kovač
Mišo Kovač (* 16. Juli 1941 in Tribunj) ist ein kroatischer Sänger und war einer der populärsten Sänger in Jugoslawien.

## Biographie

### Familie
Er ist in dritter Ehe mit seiner Frau Lidija verheiratet. Mit seiner zweiten Frau Anita Baturina hat er zwei Kinder. Sein Sohn Eduard ("Edi") kam 1992 unter mysteriösen Umständen während seiner Zeit beim Militär ums Leben, seine Tochter Ivana wurde drogenabhängig. Er hat eine ältere Schwester Branka und einen Bruder Ratko (verstorben in den späten 1970ern).

### 1959–1970: Beginn seiner Karriere
In jungen Jahren erlernte er den Beruf des Teppichmachers. Bereits 1959 gewinnt er auf einem Festival in Šibenik den ersten Preis – drei Schallplatten von Elvis Presley. Ein Auftritt bei einer Talentshow in Karlovac veränderte sein Leben. Dort legte er einen grandiosen Auftritt hin, mit seiner Interpretation von Ray Charles – I Can't Stop Loving You, worauf hin er beschloss, professionell in das Musikgeschäft einzusteigen.
Nach Beendigung seines Wehrdienstes 1963 verlässt er seine dalmatinische Heimat Šibenik und geht mit 1000 Dinar in der Tasche nach Zagreb. Er schlägt sich durch mit kleinen Auftritten, schläft in Klubs oder auch im Park, und nimmt seine Mahlzeiten oft in der Mensa der Universität ein. Seine Schwester Branka unterstützte ihn am Anfang finanziell, bis er den Fuß fasste.
Sein erster Hit landete er 1969 mit dem Song Više se nećeš vratiti (Du kommst nicht mehr zurück). Der Song wurde über eine halbe Million Mal verkauft. Im selben Jahr erfolgt nach vierjähriger Ehe die Scheidung von seiner Frau Ljubica.
Die meisten seiner Lieder sind inspiriert durch Dalmatien und Volksmusik, und schon bald etablierte sich Kovač als einer der beliebtesten Musiker des ehemaligen Jugoslawien.

### Karriere 1970–1990
In den folgenden zwei Jahrzehnten gewann Mišo Kovač zahlreiche renommierte Festivals und die Verkaufszahlen seiner Schallplatten, Kassetten und CDs erreichten Rekordniveau. Sein Song Dalmacija u mom Oku gilt immer noch als die inoffizielle Hymne von Dalmatien.
Er führt unzählige Male die Charts an und verkauft seine Platten millionenfach.
Im Jahr 1970 gewann er das renommierte Split Musik Festival mit dem Song Proplakat će zora.
Im Jahr 1973 heiratete er die eine Miss Jugoslavija Anita Baturina, mit der er zwei Kinder hat, Sohn Edi (gefallen 1992) und Tochter Ivana. Er pflegte einen aufwendigen Lebensstil mit teurer Kleidung und Autos. Seine Markenzeichen sind und waren sein Schnurrbart und sein schulterlanges schwarzes Haar. Sein zahlreiches Publikum ließ er in der Regel fleißig mitsingen.

### 1990–2000
Der Zusammenbruch von Jugoslawien war auch der Beginn harter Zeiten und der Tragödie um Kovač. Im Jahr 2007 gab er ein Interview und bestätigte, dass er versuchen würde, einer Zerschlagung von Jugoslawien entgegenzuwirken. Während der ersten kroatischen Parlamentswahlen 1990, war er einer der wenigen Persönlichkeiten aus der kroatischen Unterhaltungsindustrie der die Sozialdemokratische Partei Kroatiens unterstützte und sogar in Erwägung zieht auszuwandern, wenn die Kroatische Demokratische Union an die Macht kommt.
Zur gleichen Zeit war der Sohn von Mišo Kovač – der 16-jährige Edi – in eine spezielle Einheit der kroatischen Armee namens Škorpioni eingetreten. Anfang 1992 wurde Edi Kovač durch einen Schuss unter fragwürdigen Umständen in Zagreb tödlich verletzt. Offiziell wird erklärt, dass es ein Unfall war. Mišo Kovač war tief betroffen von dieser Tragödie und weigerte sich, dieses zu glauben. Er behauptete, dass sein Sohn ermordet worden war und auf der Suche nach dem Mörder seines Sohnes kam er mit der extrem rechten Partei: Kroatische reine Partei der Rechte (HČSP) in Berührung. Er begann die Partei zu unterstützen und erschien auf den Kundgebungen, in schwarzer Uniform der kroatischen Verteidigungskräfte Hrvatske obrambene snage. Er begann sich selbst mit Mate Mišo Kovač zu betiteln. Mate ist übrigens sein echter Name.
Daraus folgend kündigte Mišo Kovač sein Ausscheiden aus dem Musikgeschäft an und spielte eine Reihe von Abschiedskonzerten. Am denkwürdigsten war das im Stadion Poljud 1993 in Split. Trotz seiner Ankündigung, ging seine Karriere weiter. Es folgten neue Alben und neue Songs. Doch die Tragödie um seinen Sohn nahm weiterhin Einfluss auf die Psyche und das Familienleben. Ende der neunziger Jahre kam die Scheidung von seiner Frau, während seine Tochter heroinabhängig wurde. Am 14. Januar 1999 versuchte Mišo Kovač, nach Beendigung einer romantischen Beziehung mit Silvija Conte Calvi Markovic, einer jungen Kroatin, einen Selbstmord nach zahlreichen Kontakten mit Alkohol und Tabletten. Aber er ist nur schwer verletzt und es gelingt ihm, mit dem Mobiltelefon seinen Manager anzurufen, der sofort handelt und einen Krankenwagen zu ihm schickt. Dieses schnelle Handeln rettet Kovač das Leben. Nach einer kurzen Liebesbeziehung mit einer jungen Slowenin ist er heute in dritter Ehe mit seiner Lidija glücklich verheiratet.

### 2000 bis heute
Im neuen Jahrtausend änderte er seine politische Orientierung, dieses Mal in Richtung der Kroatische Demokratische Union, obwohl er im Jahr 1991 in Erwägung zog auszuwandern, wenn diese Partei die Wahlen gewinnt.
Obwohl er noch nicht wieder die Beliebtheit der 70er und 80er Jahre erreicht hat, genießt Mišo Kovač noch immer den Ruf einer musikalischen Legende und hat viele treue Fans in ganz Ex-Jugoslawien.
Er tritt immer noch bei Festivals und im Fernsehen auf. Im Sommer 2008 gab er verschiedene Konzerte, am 28. Juni 2008 u. a. in einer fantastischen Kulisse vor mehreren tausend Zuschauern im Amphitheater Pula.

## Diskografie

### Alben
- 1972: Mišo Kovač
- 1973: Portret
- 1974: Mi smo se voljeli
- 1974: Oj ti dušo duše moje
- 1975: Najveći uspjesi 1
- 1977: Ovo je naša noć
- 1979: Uvijek ima nešto dalje
- 1980: Čovjek bez adrese
- 1981: Jači od vjetra
- 1982: Dalmacija u mom oku
- 1983: Osjećam te
- 1983: Potraži me u pjesmi
- 1984: Zajedno smo
- 1985: Ostala si uvijek ista
- 1987: Malo mi je jedan život s tobom
- 1988: Samo nas nebo rastavit može
- 1989: Suza nebeska
- 1990: Za kim zvono plače
- 1991: Grobovi mi nikad oprostiti neće
- 1993: Pjesma za Edija
- 1994: Mate Mišo Kovač
- 1994: Ti si pjesma moje duše
- 1994: Samo nas nebo rastavit može
- 1995: Mojoj vjernoj publici
- 1997: Osjećam se jači
- 1999: Budi čovjek dobre volje
- 2001: Dalmatino (HR: Gold)[1]
- 2006: Ja sam Kovač svoje sreće
- 2010: Ne tražim istinu
- 2010: Sve najbolje, originalne snimke

### Kompilationen
- 1999: Pjevaj, legendo
- 1999: Rane godine 1964-69
- 2003: Najdraže pjesme Miše Kovača (HR: Gold)
- 2005: Mišo u Šibeniku (CD + DVD)
- 2006: The Platinum Collection
- 2012: 100 originalnih hitova
- 2015: The Best of Collection
- 2020: Antologija

### EPs
- 2016: Dobra Večer, Prijatelji Moji

### Singles (Auswahl)
- 1981: Nikoga nisam volio tako
- 1982: Dalmacija u mom oku
- 1985: Ostala si uvijek ista
- 1986: Ti Si Pjesma Moje Duše
- 1986: Ako Me Ostaviš
- 1987: Svi Pjevaju Ja Ne Čujem
- 1987: Poljubi Zemlju